# Джаггер — Ричардс
Джаггер — Ричардс (иногда Ричардс — Джаггер) — авторский дуэт Мика Джаггера и Кита Ричардса, результатом сотрудничества которых стало создание большинства композиций из репертуара группы The Rolling Stones.
В дополнение к соавторству в написании песен они также продюсировали и сопродюсеровали многочисленные альбомы своей группы под псевдонимом «Двойняшки Глиммеры» (англ. The Glimmer Twins).

## История рождения дуэта
У Джаггера и Ричардса есть различные воспоминания об их первых усилиях в написании песен, но оба упоминают их менеджера Эндрю Олдэма как катализатор для их сотрудничества. Ричардс соглашается, что именно Олдэм надавил на них, подтолкнув написать собственную песню, так как в начале карьеры их тандем использовал в основном материал других исполнителей; Олдэм отметил, что существует не так много отличных песен, неизвестных широкой аудитории, на которые имеет смысл делать кавер-версии. Согласно воспоминаниям Ричадса:
Знаменитый день, когда Эндрю запер нас на кухне и сказал: „Выйдите с готовой песней“, - это правда было. Почему Эндрю выбрал в авторы меня и Мика, а не Брайана и Мика или Брайана и меня, понятия не имею. Брайан, оказалось, к написанию песен был не способен, но Эндрю тогда этого не знал. Думаю потому, что мы с Миком тогда постоянно зависали вместе. Мы провели всю ночь на этой чёртовой кухне, итогом стала - «As Tears Go By». Мы не старались написать её как кусок коммерческого попа, она такой из нас вышла. Я знал что хочет Эндрю: не надо делать блюз, не надо сочинять копию или пародию сделайте что-то своё. Эффект был как у Блейка - откровение, просветление. «As Tears Go By» первой записала Марианна Фейтфулл, и у неё получился хит.
Сам Олдэм говорил так:
Я исходил из предположения, что если Мик способен писать открытки Крисси Шримптон, а Кит способен играть на гитаре, то вместе они могут сочинять песни
Кит Ричардс о процессе сочинения песен:
Satisfaction - типичный пример нашего с Миком партнерства в то время [ранний период творчества]. В целом я бы описал это так: у меня появлялась песня и основная идея, а Мик брал на себя всю трудную работу по наполнению и превращению её во что-то интересное. У меня вертелось : „I can't get no satisfaction.. I tried and I tried..“, а потом мы садились вместе и Мик возвращался и выдавал: „Hey, when I'm riding in my car.. same cigarettes as me“, и дальше мы занимались доделками. Такой был тогда расклад в целом. „Hey you, get off of my cloud, hey you“ - это моя рука. Paint it Black - здесь я написал мелодию, он написал слова. Не то чтобы в любой фразе можно сказать: этот написал то, тот сделал это. Но музыкальный рифф как правило шёл от меня. Я главный по риффам. Единственный, который не мой, который пришёл Мику Джаггеру - Brown Sugar, и здесь я снимаю шляпу.
В декабре 1968 года Анита Палленберг, Мик Джаггер, Марианна Фейтфулл и Кит Ричардс сели на корабль, плывущий из Лиссабона в Рио, во время этого путешествия и появился знаменитый псевдоним тандема — «Двойняшки Глиммеры». По воспоминаниям Ричардса:
Через какое-то время народ выяснил кто мы такие, и сильно забеспокоился. Нам стали задавать вопросы: „И что же вы пытаетесь доказать? Уж соблаговолите объяснить, что же это такое, чем вы занимаетесь?“. Мы ничего не отвечали, и в один прекрасный день Паучиха подошла и сказала: „О пожалуйста, только намекните, просветите нас чуть-чуть“. Мик повернулся ко мне и сказал: „Мы с тобой двойняшки Глиммеры“. Это было наше крещение на экваторе. Потом мы везде писали себя двойняшками Глиммерами в качестве продюсеров собственных записей.

## Список синглов группы The Rolling Stones за авторством Джаггера/Ричардса
Эти песни соавторства Джаггера/Ричардса были выпущены как синглы The Rolling Stones (на сторонах «А» и «Б»):

| - «2000 Light Years from Home» - «19th Nervous Breakdown» - «All Down the Line» - «All the Way Down» - «Angie» - «Any Way You Look at It» - «Beast of Burden» - «Before They Make Me Run» (live) - «Biggest Mistake» - «Bitch» - «Break the Spell» - «Brown Sugar» - «Child of the Moon» - «Congratulations» - «Cook Cook Blues» - «Crazy Mama» - «Dance Little Sister» - «Dancing with Mr. D» - «Dandelion» - «Don’t Stop» - «Doo Doo Doo Doo Doo (Heartbreaker)» - «Doom and Gloom» - «Down in the Hole» - «Emotional Rescue» - «Fancy Man Blues» - «Far Away Eyes» - «Flip the Switch» - «Fool to Cry» - «Get Off of My Cloud» - «Good Times, Bad Times» - «Gotta Get Away» - «Hang Fire» - «Happy» - «Have You Seen Your Mother, Baby, Standing in the Shadow?» - «Heart of Stone» - «Highwire» - «Honky Tonk Women» - «Hot Stuff» - «Hurricane» | - «(I Can’t Get No) Satisfaction» - «I Go Wild» - «I Think I’m Going Mad» - «I’m Free» - «I’m Gonna Drive» - «It’s Only Rock ’n Roll (But I Like It)» - «Jiving Sister Fanny» - «Jump on Top of Me» - «Jumpin’ Jack Flash» - «Lady Jane» - «The Lantern» - «The Last Time» - «Let’s Spend the Night Together» - «Little T&A» - «Live with Me» - «Long Long While» - «Love Is Strong» - «Loving Cup» - «Miss You» - «Mixed Emotions» - «Mother’s Little Helper» - «Monkey Man» - «Neighbours» - «No Expectations» - «No Spare Parts» - «Off the Hook» - «Oh No, Not You Again» - «Out of Control» - «Out of Tears» - «Out of Time» - «Paint It, Black» - «Plundered My Soul» - «Rain Fall Down» - «Respectable» - «Rock and a Hard Place» - «Rough Justice» - «Ruby Tuesday» - «Sad Day» - «Sad Sad Sad» - «Saint of Me» | - «Send It to Me» - «Sex Drive» - «Shattered» - «She’s a Rainbow» - «She’s So Cold» - «She Was Hot» - «Silver Train» - «The Singer not the Song» - «So Young» - «Sparks Will Fly» - «The Spider and the Fly» - «Start Me Up» - «The Storm» - «Street Fighting Man» - «Streets of Love» - «Stupid Girl» - «Surprise, Surprise» - «Sway» - «Sweet Black Angel» - «Sympathy for the Devil» - «Tell Me» - «Terrifying» - «Think I’m Going Mad» - «Through the Lonely Nights» - «Too Much Blood» - «Too Tough» - «Try a Little Harder» - «Tumbling Dice» - «Undercover of the Night» - «Waiting on a Friend» - «We Love You» - «What a Shame» - «When the Whip Comes Down» - «Who’s Driving Your Plane?» - «Wild Horses» - «Winning Ugly» - «Wish I’d Never Met You» - «You Can’t Always Get What You Want» - «You Got Me Rocking» |